# 1282 dans les croisades
- Mamelouks :        Al-Mansûr Sayf ad-Dîn Qala'ûn al-Alfi

Cette page regroupe les évènements concernant les Croisades qui sont survenus en 1282 :
- janvier : Bohémond VII, comte de Tripoli capture Guy II Embriaco, seigneur de Gibelet et le fait exécuter, et occupe la seigneurie de Gibelet[1].
- Guy II de Gibelet est enterré vivant sur l'ordre de Bohémond VII, comte de Tripoli[2].
- mort d'Isabelle d'Ibelin, dame de Beyrouth[3].